# Ioan I Tzimiskes

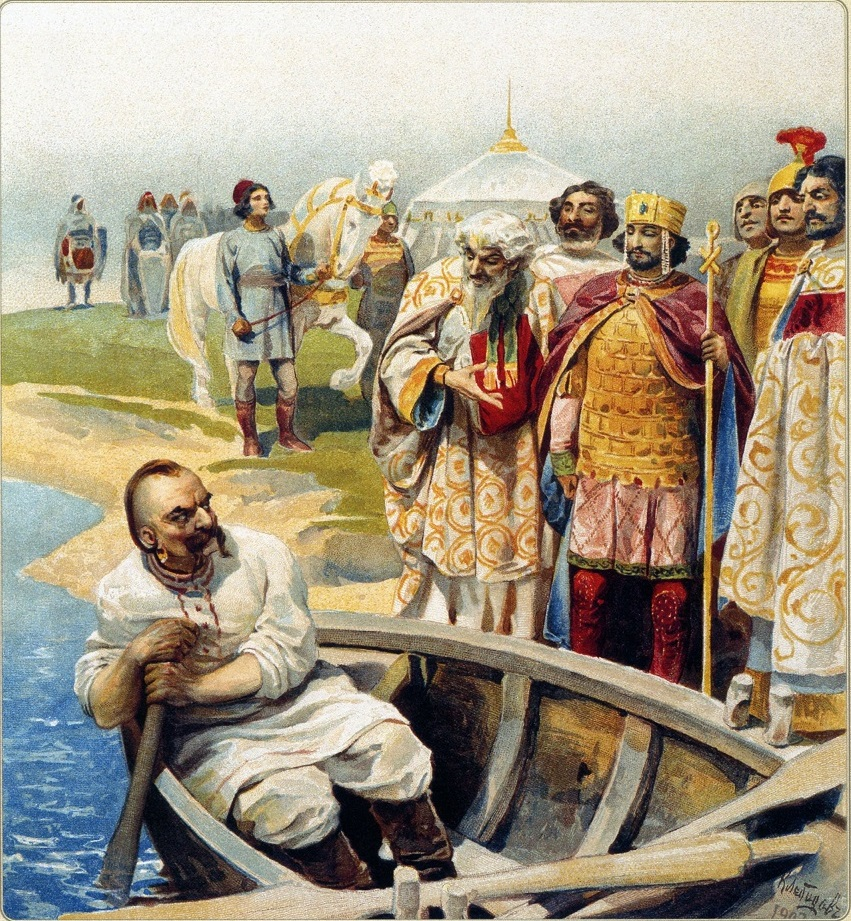
Întâlnirea lui Ioan I Țimiskes cu Sviatoslav

Ioan I Tzimiskes sau Țimiskes (în limba greacă: Ἰωάννης Α΄ Τζιμισκής, Iōannēs I Tzimiskēs; n. 925 d.Hr., Constantinopol, Imperiul Roman de Răsărit – d. 10 ianuarie 976 d.Hr., Constantinopol, Imperiul Roman de Răsărit) a fost împăratul Imperiului bizantin de la data de 11 decembrie 969 până la 10 ianuarie 976. El a abrogat legea predecesorului său împotriva proprietăților bisericilor și mănăstirilor.
Tzimiskes s-a căsătorit cu Teodora, o fiică a lui Constantin al VIII-lea și mătușă a tinerilor împărați Vasile și Constantin, urmărind ideea de legitimitate. Ca Fokas dinaintea lui, Tzimiskes a preluat rolul de apărător al celor doi porfirogeneți. Conducerea administrației civile rămânea în mâinile parakimomenos-ului Vasile, care trecuse atunci de partea lui Tzimiskes și va juca, de acum înainte, un rol și mai important.
Bardas Fokas, nepot al împăratului Nichifor Fokas și fiu al lui Leon, se încoronase împărat la Cezareea, citadela lui Fokas, dar fusese învins de Bardas Skleros, cumnat al lui Ioan Tzimiskes, și închis împreună cu familia sa într-o mânăstire de pe Insula Chios.
Ca și predecesorul său, Tzimiskes aparținea înaltei aristocrații. Se înrudea cu familia Curcuas și, prin mamă, cu Fokas.

## Lupta cu Sviatoslav (Sveinald)
Țimiskes trebuia  să rezolve situația din Balcani căci atitudinea prințului vareg Sviatoslav I al Kievului devenea din ce în ce mai supărătoare și bulgarii păreau să dorească alianța cu el, în războiul comun contra Bizanțului. Eforturile împăratului pentru a ajunge la un acord amiabil cu Sviatoslav I vor rămâne fără rezultat și noul conducător al Bulgariei nu cerea bizantinilor decât să se retragă în Asia și să-i cedeze partea europeană a imperiului cu Constantinopolul. În aceste condiții, împăratul era obligat să ceară ridicarea la arme. Prin urmare, în primăvară a început pregătirile pentru o bătălie lungă și grea, aducând însemnate trupe de elită din provinciile asiatice, creând chiar și o nouă unitate de șoc, intitulată nemuritorii. Importantele forțe terestre și navale operau, atât spre nord de Balcani, cât și în zona mărginită de Dunăre, unde patrula flota de război dotată cu celebrul foc grecesc (o substanță ce avea la bază petrolul brut extras din Asia Mică și care se aprindea în contact cu apa), aflată sub conducerea marelui drongar Leon. Flota acționa atât ca factor de presiune, cât și pentru a tăia eventuala cale de retragere. După ce a trecut în revistă mișcarea măiestrită și spectaculoasă și întrecerea triremelor (erau peste 300, în afară de corăbiile rapide, de luntriile numite azi îndeobște galere și de vasele cu pânze), împăratul a împărțit bani vâslașilor și ostașilor și i-a trimis la Istru (Dunăre) ca să păzească trecerea peste acesta. 
Oastea de uscat, în fruntea căreia se afla însuși împăratul, a asediat mai întâi Arcadiopolis și, după ce Țimiskes și-a consolidat puterea pe plan intern, trupele bizantine au trecut Munții Balcani, atacând și cucerind Preslavul (14 aprilie 971). Aici s-a dat mai întâi o luptă în fața orașului, în care victoria a fost, și de această dată, de partea bizantinilor, care l-au capturat chiar pe Boris al II-lea, în timp ce armata varegilor, înfrântă, s-a adăpostit în cetate. Bătălia, însă, nu avea să se oprească aici, deoarece trupele imperiale au atacat fortificația în care se retrăseseră adversarii lor. În vreme ce se petreceau toate acestea, mulțimea bizantinilor, aflată în mișcare în afara zidurilor, izbi cu putere și zdrobi balamalele și ușorii porților, pătrunse în interiorul cetății și săvârși un măcel nemaipomenit în rândurile lor (varegilor).
Sviatoslav, împreună cu câțiva apropiați, a reușit să scape, fugind în cetatea Durostor (azi, Silistra) unde s-a închis, cu intenția fermă de a se apăra. Atacul bizantinilor a pornit atât pe uscat cât și pe Dunăre (flota ajunsese, între timp, urcând fluviul, până acolo), urmărindu-se, în acest fel să-l prindă ca într-un clește pe acest dușman de temut al lor. Sosirea acestei flote îi umplu pe romani de o nespusă bucurie, iar sciții fură cuprinși de spaimă. Cronicarul Leon Diaconul spune că taurosciții  își îngrămădiseră trupele în formații înguste și ascuțite ca niște ziduri spre a cuprinde dușmanul la mijloc. Împăratul îi rândui pe romani în față, așeză în ambele laturi călăreți greu înarmați, îmbrăcați în zale, iar în spate puse arcași și aruncători cu praștia; le porunci să arunce fără încetare și porni oastea la luptă.
Cronicarul Ioan Skylițes, compilat și de Georgius Kedrenos, povestind lupta dintre Sviatoslav I cu Țimiskes, menționa existența semănăturilor de grâu și mei în regiunile de pe malul stâng al Dunării, din vecinătatea Silistrei, lucru ce dovedește că această zonă era locuită de o populație sedentară. Încercuite în Durostor, oștile rusești se aprovizionau noaptea cu aceste cereale și furaje transportate de pe malul opus al Dunării.
Bătălia de la Silistra a fost deosebit de încrâncenată și, ca orice bătălie, și-a datorat succesul și unor eroi care nu au încetat să apară. Astfel, unul din oastea romanilor se avântă și izbi cu sulița pe al treilea în rang din rândurile taurosciților după Sviatoslav, un luptător inimos, voinic și tânăr. La această lovitură, taurosciții se înspăimântară; ei începură să se tragă înapoi în câmpie și să se îndrepte spre cetate. Atunci Teodor, poreclit Lalacon ("Mârâială"), un bărbat temerar și neînvins prin înălțimea și tăria trupului său, ucise mai mulți nefericiți din rândurile dușmanilor cu un buzdugan de fier; îl mânuia cu atâta putere, încât zdrobea cu o singură lovitură și coiful dușmanului. Și pentru că lupta a fost, după cum am mai spus, deosebit de crâncenă, unor astfel fapte de vitejie rușii le vor da un răspuns pe măsură. Oastea kieveană își pregăti armele (…) și ieși în câmpie, încercând din toate puterile să incendieze mașinile de război ale romanilor; pentru că nu puteau suferi proiectilele izbite cu zgomot și foarte mulți sciți fuseseră uciși zilnic de către pietrele aruncate de aceste mașini. Ioan Curcas, magister militium, din neamul împăratului, avea în seamă paza acestor mașini, când zări, deodată, năvala cutezătoare a dușmanilor. Fiind amețit de vin și abia sculat de la masă (căci era după prânz), el încălecă și împreună cu cei ce îl urmau se repezi să-i înfrunte. Dar, calul său căzu într-o groapă și-l aruncă jos pe magister. Sciții se uitară la armele sale vrednice de băgat în seamă, la zalele calului și la toate celelalte podoabe strălucitoare (căci se întâmpla să fie poleite cu aur) și crezură că e împăratul; ei alergară din toate părțile cu armele și-l sfârtecară în chip sălbatic cu săbiile și securile, apoi îi înălțară capul într-un vărf de lance și-l fixară de-asupra turnurilor , bătându-și joc de romani, zicând că le-au măcelărit împăratul ca pe o vită de sacrificiu. Acest succes a ridicat moralul trupelor kievene lovite de atacurile bizantinilor. De această dată îndemnați de izbândă, rușii ieșiră a doua zi din cetate și se rânduiră de luptă. Bizantinii își așezară oastea în rânduri adânci și pășiră să-i înfrunte. Era unul Icmor, care conducea armata scită după Sviatoslav și avea rang îndată după dânsul, un bărbat voinic și tânăr. Când îl zări Anemas, unul dintre lăncierii împăratului și feciorul conducătorilor cretanilor, cum înainta plin de încredere, împreună cu o ceată de însoțitori pedeștri și ucidea o mulțime de romani, fu cuprins de mânie, scoase sabia de la șold, își privi calul încoace și încolo, îi dădu pinteni, se repezi asupra lui Icmor, ajunse până la el, izbi peste grumaz și reteză cu mâna dreaptă capul scitului, rostogolindu-l la pământ. La căderea acestuia se înălță din mijlocul sciților un strigăt amestecat cu plânset, iar romanii se avântară împotriva lor. În aceste condiții oastea lui Sviatoslav s-a retras în cetate pentru ca, ulterior, sub adăpostul întunericului, aceștia să iasă din fortăreață pentru a putea recupera corpurile camarazilor căzuți pe câmpul de luptă. Au urmat ceremoniile funerare specifice varangienilor, în timpul cărora au fost înecați în apele Istrului copiii sugari și cocoșii. Pe lângă aceste cruzimi, rușii au dat dovadă și de curaj pentru că Leon Diaconul spune că, atunci când nu mai vedeau nici o speranță de scăpare, pentru a nu cădea în robie, își curmau zilele, înfigându-și săbiile în măruntaie.
După un asediu de aproape 3 luni, Sviatoslav, văzând că rezistența sa era inutilă, i-a cerut, la sfârșitul lunii iulie, lui Ioan Țimiskes, să înceapă tratativele, ajungându-se la o înțelegere (24 iulie 971) între beligeranți și chiar la o întâlnire între conducătorii lor: împăratul a primit bucuros asemenea discuții, căci prețuia în chip deosebit pacea în locul războiului; știa că cea dintâi scapă oamenii cu viață, iar cel din urmă îi distruge. S-a convenit ca rușii să restituie romanilor Durostorul, să elibereze prizonierii, să se retragă din Moesia (teritoriul Bulgariei de azi) și să se reîntoarcă în patria lor; bizantinii trebuiau să îi asiste la traversare și să nu-i înfrunte cu corăbiile incendiare; în afară de aceasta, se obligau să ofere fiecărui luptător din armata rusă câte două medimne de alimente (aproape 100 de kg)  pentru drum și să le asigure, pe viitor, vechile privilegii comerciale cu Bizanțul.
Acest eveniment, petrecut în anul 971, a scos la suprafață o informație extrem de prețioasă referitoare la existența autohtonilor din Dobrogea și din nordul Dunării, care dispuneau de fortificații puternice și se puseseră în slujba lui Sviatoslav după victoriile repurtate de acesta în Peninsula Balcanică. Documentarea se găsește la cronicarii bizantini Skylițes și Kedrenos care ne spun că: au venit la dânsul (în fața împăratului) din Constanția și din alte fortărețe ridicate dincolo de Istru, soli care cereau iertare pentru faptele rele săvârșite, predându-se împreună cu acele fortărețe; primindu-i cu blândețe, împăratul a trimis oameni să preia cetățile și oaste îndestulătoare pentru paza lor. Dezvoltarea economică și meșteșugărească, negoțul activ care depășea cadrul local, numărul mare al așezărilor întărite, au fost premisele care au favorizat apariția, în Dobrogea secolelor X-XIII, a unor formațiuni constituite din punct de vedere  politic. Acest lucru se poate observa și din  informația prezentată mai sus, conform căreia împăratul primea acele solii ale populației din stânga Dunării de unde reiese că, pe ambele maluri se aflau așezări întărite, locuite de o populație stabilă, diferită de triburile în migrație și conduse de șefi locali.

Formațiuni politice românești în secolele IX-XIII

După alungarea lui Sviatoslav, împăratul a rămas în zona Dunării pentru a organiza, din punct de vedere administrativ și militar, noile sale cuceriri. În regiunea cuprinsă între fluviu și mare, în fosta provincie Schitia, el a creat o thema (provincie), numită Paristrion (Paradunavon). În traducere, para însemna la marginea, lângă iar Istros sau Dunavon este Dunărea de astăzi. Prin urmare, Paradunavon sau Paristrion ar însemna, în traducere liberă, de lângă Dunăre. Această thema avea în frunte un strateg, iar capitala se afla la Durostor sau Dristra.
Ioan Țimiskes, apreciind situația dificilă a zonei, a luat măsuri energice pentru consolidarea frontierei dunărene, cunoscînd și faptul că barajele naturale precum fluviile și munții sunt obstacole greu de trecut pentru barbari și ușor de apărat pentru bizantini, de aceea a refăcut și repus în funcțiune cetăți din vechiul limes (graniță), precum Dorostolon, Axiopolis (azi, Cernavodă), Capidava (aici trebuie adăugat faptul că a fost ridicat un zid din pietre, legate cu pământ, iar în interior au fost amenajate o serie de edificii, în primul rând cu caracter militar, ținând cont de caracterul defensiv al provinciei), Carsium (azi, Hârșova), Troesmis (azi, Toplița) iar, în apropiere de marea buclă pe care o face Dunărea, la Dinogeția (azi, Garvăn), pe o insulă, a fost întreprinsă o amplă acțiune de repunere în stare de funcționalitate a fortăreței romano-bizantine din secolele IV-VI. Terenul a fost curățat și nivelat și s-au făcut numeroase reparații, adăugându-se, totodată, noi elemente de fortificare. După anul 1000, sosind din ce în ce mai mulți localnici, așezarea a fost amplificată. Având o poziție deosebită, cetatea putea servi la supravegherea întregii regiuni din stânga fluviului și, de asemenea, era și un important punct de sprijin pentru flota bizantină, atât pentru cea de război, cât și pentru cea de comerț. La Noviodunum (azi, Isaccea), situația a fost mult ușurată de faptul că elementele de construcții ale vechilor citadele romano-bizantine au fost refolosite, începând cu domnia lui Ioan Țimiskes, pentru a se ridica o importantă cetate ce controla un vad de însemnătate strategică deosebită dacă, în cazul cetăților de mai sus, situația de consolidare a apărării zonei a fost ușurată de faptul că bizantinii au refăcut construcțiile din perioada de glorie a Imperiului roman, trebuie spus că noii stăpâni ai zonei au construit fortificații noi, ca cea de la Păcuiul lui Soare, într-un ostrov dunărean la circa 20 km în aval de Silistra – punct naval avansat pentru apărarea Dorostolon-ului, zidit de bizantini după tehnici constructiv-arhitecturale specifice lor. În primele decenii de existență, cetatea de la Păcuiul lui Soare a avut rosturi pur militare. Probabil că acolo staționa o parte a flotei bizantine, care avea misiunea de a apăra, în primul rând, Dorostolonul. Nu se știe când, înainte de anul 1000, cetatea a fost cucerită, distrusă și abandonată, fiind repopulată abia spre sfârșitul domniei lui Vasile al II-lea când, alături de aspectul inițial de așezare cu atribuții strategice, căpăta și caracteristicile specifice localităților contemporane de la Dunărea de Jos, unde trăiau, laolaltă, civili și militari. Toate aceste așezări adăposteau unități militare de graniță subordonate militar strategului de la Dristra.
Primul strateg al themei Paristrion a fost Leon Sarakinopulos al cărui nume ne-a fost transmis pe două sigilii de plumb, unul descoperit pe malul stâng al Dunării, la est de Călărași, iar al doilea în săpăturile din palatul de la Preslavul Mare (din Bulgaria) .

## Relațiile cu vestul Europei
O altă problemă pe care predecesorul său o lăsase fără soluționare era acum rezolvată pe cale diplomatică. Țimiskes nu va trimite moștenitorului tronului lui Otto cel Mare pe prințesa porphyrogenetă cerută ci pe propria sa rudă Teofana, cu care Otto al II-lea  se căsătorea la Roma la 14 aprilie 972. Conflictul cu imperiul occidental era rezolvat cel puțin pentru un timp, cu condiția să se restabilească statu-quo-ul teritorial.
După o campanie desfășurată în Orient, Ioan Țimiskes reintra în Constantinopol care era atins de o maladie mortală – tifosul. El a murit la 10 ianuarie 976; domnia sa s-a încheiat după 6 ani, el fiind la vârsta de 51 de ani.